# 古長禅寺
古長禅寺（こちょうぜんじ）は、山梨県南アルプス市にある臨済宗妙心寺派の寺院。山号は瑞雲山。本尊は釈迦如来。甲府市愛宕町に所在する長禅寺の前身。

## 歴史
所在する南アルプス市鮎沢は甲府盆地西部に位置する。釜無川右岸の巨摩山地前面に展開する一之瀬台地上に立地する。標高は262メートル付近。古代の律令制下では巨摩郡大井郷鮎沢に比定される。平安時代後期には大井荘が成立し、中世には西郡一帯に勢力をもった有力国衆である大井氏が進出する。
境内地は、もとこの地にあった真言宗寺院の西光寺の跡地であるという。西光寺の創建年代は不詳であるが、行基創建と伝わり七堂伽藍を有したと言われる。西光寺伽藍のうち地蔵堂が残っていたが、大正11年（1922年）の火災で焼失し、現在では一部の墓域のみが残っている。
南北朝時代の1316年（正和5年）には臨済宗の僧である夢窓疎石が西光寺の一角に長禅寺を創建し、臨済宗に改宗されたという。

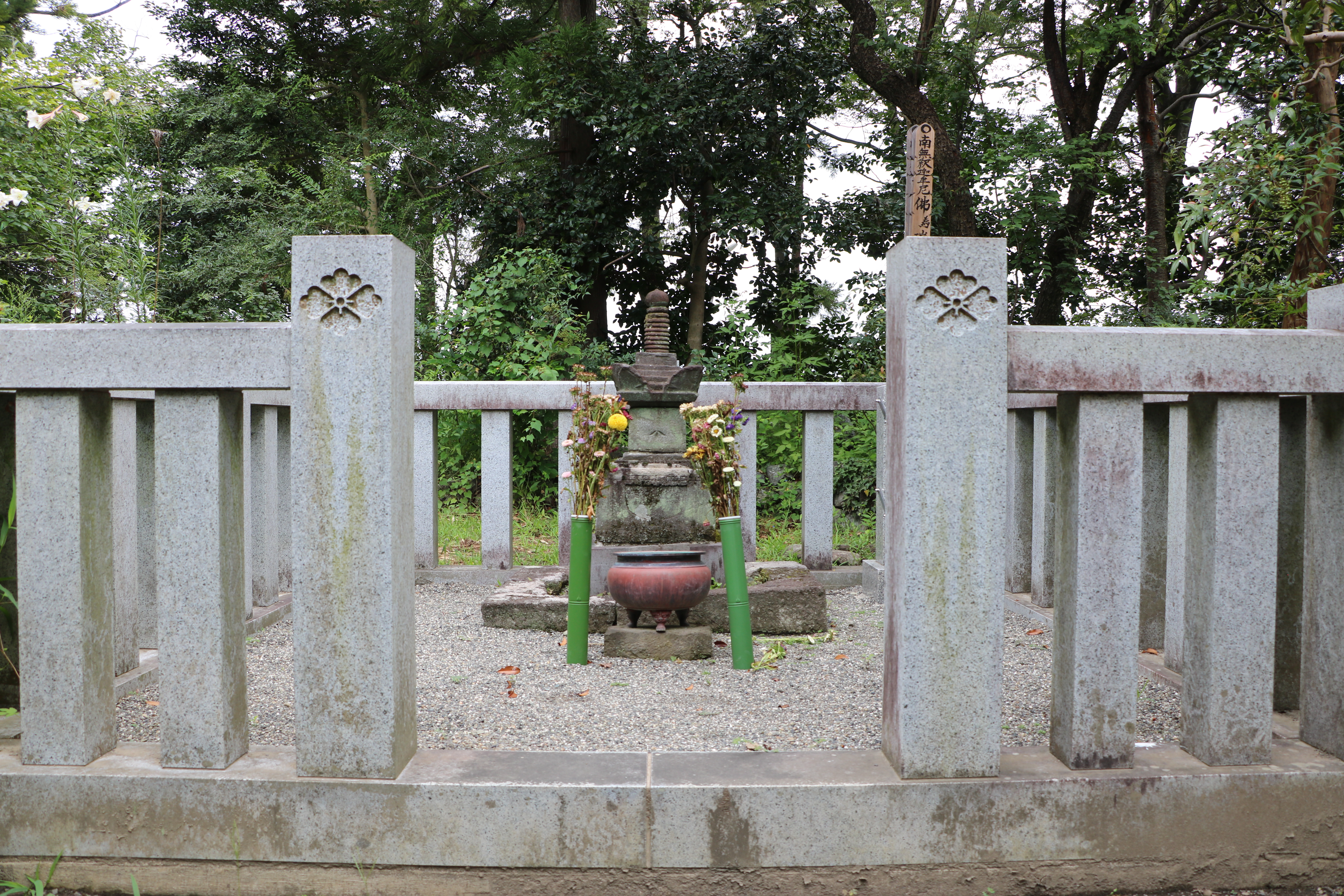
大井夫人墓所（2019年8月撮影）

『高白斎記』『塩山向嶽庵小年代記』に拠れば戦国時代には西郡国衆大井信達が甲斐守護武田信虎と抗争を繰り広げており、大井氏は駿河国の今川氏と結び武田氏に対抗した。武田氏との和睦後に信達の娘（大井夫人）は信虎正室となり嫡男晴信（信玄）を産んでいる。長禅寺住職岐秀元伯は晴信の学問における師となり、永禄2年（1559年）に晴信が出家した際には大導師を務めている。
そのため晴信は国主となった後に長禅寺を庇護しており、古長禅寺境内には大井夫人の宝篋印塔など中世段階の石造物が現存している。大井夫人は天文21年（1552年）に死去しているが、晴信は同時期に寺を2分し、そのうち1つを甲府の愛宕山南麓に移転して甲府五山のひとつに定めとしたことから、残されたこの寺は古長禅寺と号した。
2006年（平成18年）には山梨県埋蔵文化財センターによる「山梨県内中世寺院分布調査」の一環として境内の発掘調査が実施される。調査区域からは古墳時代中期からの遺物が検出され、平安時代の土器片、近世に至る遺物や基壇と推定される中世から近世の建物遺構が検出されている。また、本堂南側にも未調査の基壇が確認されているほか、寺域の東や北側からは土塁の存在も確認され、寺の防御施設や館跡の可能性が考えられている。

## 文化財

### 重要文化財

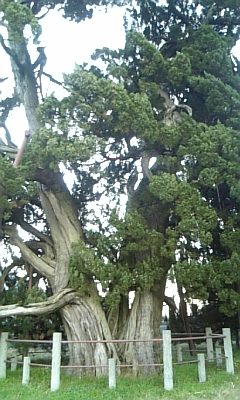
古長禅寺のビャクシン

木造夢窓疎石坐像 - 1983年（昭和58年）6月6日指定
檜材の寄木造、像高は82.5cm。挿首、玉眼（ぎょくがん）嵌入。黒漆下地彩色。国師中年期の姿で、椅子の上で禅定印を結ぶ頂相である。椅子部分は1924年（大正3年）の火災で焼失している。衲衣の上に袈裟をまとい、衣が膝下に広く垂れ下がっているのが特徴。また、夢窓像特有のなで肩も表現されている。
頭部内面の墨書銘によれば延文2年（1357年）、南都の大仏師である行成による製作で、夢窓の7回忌に際して造像されたものと考えられている。また、胎内には江戸時代の天保7年（1836年）に修復が行われたことを示す木札が納められている。刀法はやや固いと評されており、県内では甲州市の棲雲寺の普応国師像と比較される。

### 天然記念物（国指定）
- 古長禅寺のビャクシン

### 山梨県指定史跡
- 古長禅寺境内